# Yamaha TDR
La TDR est un modèle de moto de type trail fabriquée par Yamaha. Elle existait en trois motorisations : 125, 240 et 250 cm3. Elle dérive directement de la famille des DT et adopte les mêmes motorisations. Elle est à mi-chemin entre le trail et la routière. Ses dimensions sont très proches d'une machine de plus grosse cylindrée, en particulier de ses grandes sœurs les TDM 850 et 900.
Sa principale concurrente pour la version 125 est la Honda Varadero depuis 2000.

## TDR 125
La TDR 125 a été déclinée en trois phases majeures :
- la Belgarda 125R, modèle 3xe de 1990 à 1992 ;
- la Lightburner 125R, modèle 3xd (bridé pour la France) de 1990 à 1992 ;
- la Deltabox, de 1993 à 2003.

### TDR Deltabox
Pour être conforme à la législation française afin de la rendre conduisible avec le permis B ou A1, elle était vendue en version bridée à 15 ch (contre environ 28 ch dans les autres pays européens n'appliquant pas cette restriction). Le bridage est effectué directement et seulement dans le corps du pot d'échappement, au niveau de la valve d'échappement en sortie de cylindre. En version bridée, elle atteignait les 115 km/h. Débridée, sa puissance atteint les 24 ch et lui confère une vitesse de pointe d'environ 140-150 km/h.
Sa production a été arrêtée fin 2003, condamnée par la nouvelle norme antipollution Euro 2. Yamaha estimait peu rentable la mise aux normes de la TDR et a préféré se recentrer uniquement sur la DTR.
La principale qualité de cette moto est sa facilité de conduite, sa maniabilité et sa légèreté. Toutefois, sa hauteur de selle élevée (830 mm) la rend mal adaptée aux petits gabarits. Les utilisateurs lui reprochent principalement l'absence de jauge de carburant et la faible capacité du réservoir (11 L soit à peine 200 km d'autonomie en version bridée) pour nourrir le bel appétit du moteur deux temps.

## TDR 250
La TDR rencontre un succès immédiat, mais, contrairement à la version 125, sa production fut de courte durée puisqu'elle disparaît du catalogue Yamaha en 1991. En France, la cylindrée est ramenée à 240 cm³.
Elle a été déclinée en 4 livrées : Noir/Jaune - Bleu/Jaune - Bleu/Vert/Rose - Noir/Rouge/Violet